# Kazuo Kawasaki
Kazuo Kawasaki (Fukui, 26 febbraio 1949) è un designer giapponese. Si è laureato presso il Kanazawa College of Art nel 1972.
Kawasaki è un professore presso l'università di Osaka e presso la Tama Art University ed il Kanazawa Institute of Technology. Fra i suoi lavori maggiormente rappresentativi si possono citare la sedia a rotelle "CARNA" (parte della collezione permanente, MoMA New York), il marchio di occhiali "Kazuo Kawasaki" ed il marchio di espositori "Eizo".
Uno dei suoi progetti di ricerca è il design per il cuore artificiale.
Kawasaki è stato direttore design della Apple nei primi anni novanta del XX secolo ed ha disegnato alcuni computer portatili (i modelli MindTop, POPEYE, Pluto, Sweatpea, JEEP).